# Phoebe elliptica
Phoebe elliptica är en lagerväxtart som beskrevs av Carl Ludwig von Blume. Phoebe elliptica ingår i släktet Phoebe och familjen lagerväxter. Inga underarter finns listade i Catalogue of Life.